# Dreamio

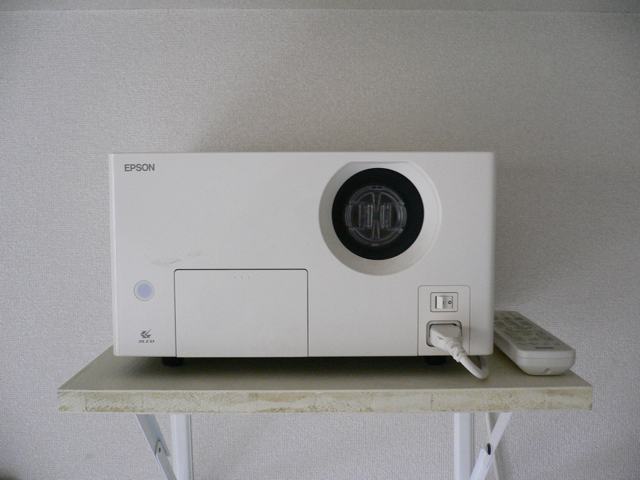
EMP-TWD1（過去の機種）

dreamio（ドリーミオ）とは、エプソンが開発・販売しているプロジェクターのシリーズ名である。
なお、台湾では同商品を「私のFUN映机」（私のは日本語読み）の名称で販売している。

## 製品ラインアップ
- EMP-DM2: DVD一体型シリーズの下位機種版。480p。コンパクトな機体と天井投影を売りにしている。
- EMP-TWD10: DVD一体型シリーズの上位機種版。720pのハイビジョン画質に対応している。
- EMP-TW3000: フルハイビジョン対応機種。
- EMP-TW4000: 倍速液晶に対応。dreamioの最高級機種。